# Băiceni (Cucuteni), Iași
Băiceni este un sat în comuna Cucuteni din județul Iași, Moldova, România.

## Monumente istorice

### Monumente de arheologie
- Situl arheologic de la Băiceni, punct "Bogdăneasa",  "Bogdăneasa" în vatra satului, la 1 km V-N-V de Școala Generală; Cod LMI: IS-I-m-B-03520
  - Așezare (secolul XVIII, epoca medievală), "Bogdăneasa" în vatra satului, la 1 km V-N-V de Școala Generală; Cod LMI: IS-I-m-B-03520.01
  - Așezare (secolul VIII/IX, epoca medieval timpurie), "Bogdăneasa" în vatra satului, la 1 km V-N-V de Școala Generală; Cod LMI: IS-I-m-B-03520.02
  - Așezare (secolul IV/III d.H., La Tène), "Bogdăneasa" în vatra satului, la 1 km V-N-V de Școala Generală; Cod LMI: IS-I-m-B-03520.03
- Situl arheologic de la Băiceni, punct "Cetățuia", "Cetățuia", la marginea de V a satului, la cca. 400 m de Școala Generală; Cod LMI: IS-I-s-A-03521
  - Așezare (secolul III î.H.), "Cetățuia", la marginea de V a satului, la cca. 400 m de Școala Generală; Cod LMI: IS-I-s-A-03521.01
  - Așezare (geto-dacică), "Cetățuia", la marginea de V a satului, la cca. 400 m de Școala Generală; Cod LMI: IS-I-s-A-03521.02
  - Așezare (eneolitic final, cultura Horodiștea-Erbiceni), "Cetățuia", la marginea de V a satului, la cca. 400 m de Școala Generală; Cod LMI: IS-I-s-A-03521.03
  - Așezare (eneolitic, cultura Cucuteni, faza B), "Cetățuia", la marginea de V a satului, la cca. 400 m de Școala Generală; Cod LMI: IS-I-s-A-03521.04
  - Așezare (eneolitic, cultura Cucuteni, faza AB), "Cetățuia", la marginea de V a satului, la cca. 400 m de Școala Generală; Cod LMI: IS-I-s-A-03521.05
  - Așezare (eneolitic, cultura Cucuteni, faza A), "Cetățuia", la marginea de V a satului, la cca. 400 m de Școala Generală; Cod LMI: IS-I-s-A-03521.06
- Situl arheologic de la Băiceni, punct "Dâmbul lui Pletosu", "Dâmbul lui Pletosu", la cca. 200 m N-N-V de sat, pe vârful unui mamelon aflat pe malul drept al pârului Recea; Cod LMI: IS-I-s-B-03522
  - Așezare (sec. XVI/XVII, epoca medievală), "Dâmbul lui Pletosu", la cca. 200 m N-N-V de sat, pe vârful unui mamelon aflat pe malul drept al pârului Recea; Cod LMI: IS-I-m-B-03522.01
  - Așezare (sec. IX/X, epoca medieval timpurie), "Dâmbul lui Pletosu", la cca. 200 m N-N-V de sat, pe vârful unui mamelon aflat pe malul drept al pârului Recea; Cod LMI: IS-I-m-B-03522.02
  - Așezare (sec. IV î.H., epoca post-romană), "Dâmbul lui Pletosu", la cca. 200 m N-N-V de sat, pe vârful unui mamelon aflat pe malul drept al pârului Recea; Cod LMI: IS-I-m-B-03522.03
  - Așezare (sec. I/II î.H., epoca daco-romană), "Dâmbul lui Pletosu", la cca. 200 m N-N-V de sat, pe vârful unui mamelon aflat pe malul drept al pârului Recea; Cod LMI: IS-I-m-B-03522.04
  - Așezare (eneolitic, cultura Cucuteni, faza A), "Dâmbul lui Pletosu", la cca. 200 m N-N-V de sat, pe vârful unui mamelon aflat pe malul drept al pârului Recea; Cod LMI: IS-I-m-B-03522.05
- Situl arheologic de la Băiceni, punct „Dâmbul Morii” (Eneolitic, cultura Cucuteni, faza AB), „Dâmbul Morii”, la marginea de NV a satului; Cod LMI: IS-I-s-A-03523
- Situl arheologic de la Băiceni, punct „Grădina lui Pascal”, „Grădina lui Pascal”, pe malul stâng al pârâului Recea, în partea de E-N-E a satului; Cod LMI: IS-I-s-B-03524
  - Așezare (sec. XVII/XVIII, Epoca medievală), „Grădina lui Pascal”, pe malul stâng al pârâului Recea, în partea de E-N-E a satului; Cod LMI: IS-I-m-B-03524.01
  - Așezare (sec. IX/X, Epoca medieval timpurie), „Grădina lui Pascal”, pe malul stâng al pârâului Recea, în partea de E-N-E a satului; Cod LMI: IS-I-m-B-03524.02
  - Așezare (sfârșitul secolului VIII î. H., Epoca medieval timpurie), „Grădina lui Pascal”, pe malul stâng al pârâului Recea, în partea de E-N-E a satului; Cod LMI: IS-I-m-B-03524.03
- Situl arheologic de la Băiceni, punct „Mlada”, „Mlada”, la 1,5 km S-V de sat, la marginea de S a platoului Laiu; Cod LMI: IS-I-s-B-03525
  - Așezare (sec. III/I î. H., Latène), „Mlada”, la 1,5 km SV de sat, la marginea de S a platoului Laiu; Cod LMI: IS-I-m-B-03525.01
  - Așezare (sec. IV - III î. H., Latène), „Mlada”, la 1,5 km SV de sat, la marginea de S a platoului Laiu; Cod LMI: IS-I-m-B-03525.02
- Situl arheologic de la Băiceni, punct „Siliște”, „Siliște”, la cca. 500 m N-NV de sat, pe malul drept al pârâului Recea; Cod LMI: IS-I-s-B-03526
  - Așezare (sec. XIV/XVII, Epoca medievală), „Siliște”, la cca. 500 m N-NV de sat, pe malul drept al pârâului Recea; Cod LMI: IS-I-m-B-03526.01
  - Așezare (sec. VIII/X, Epoca medieval timpurie), „Siliște”, la cca. 500 m N-NV de sat, pe malul drept al pârâului Recea; Cod LMI: IS-I-m-B-03526.02
  - Așezare (sec. IV î. H., Epoca daco-romană), „Siliște”, la cca. 500 m N-NV de sat, pe malul drept al pârâului Recea; Cod LMI: IS-I-m-B-03526.03
  - Așezare (sec. II/III î. H., Epoca romană), „Siliște”, la cca. 500 m N-NV de sat, pe malul drept al pârâului Recea; Cod LMI: IS-I-m-B-03526.04

### Monument de arhitectură

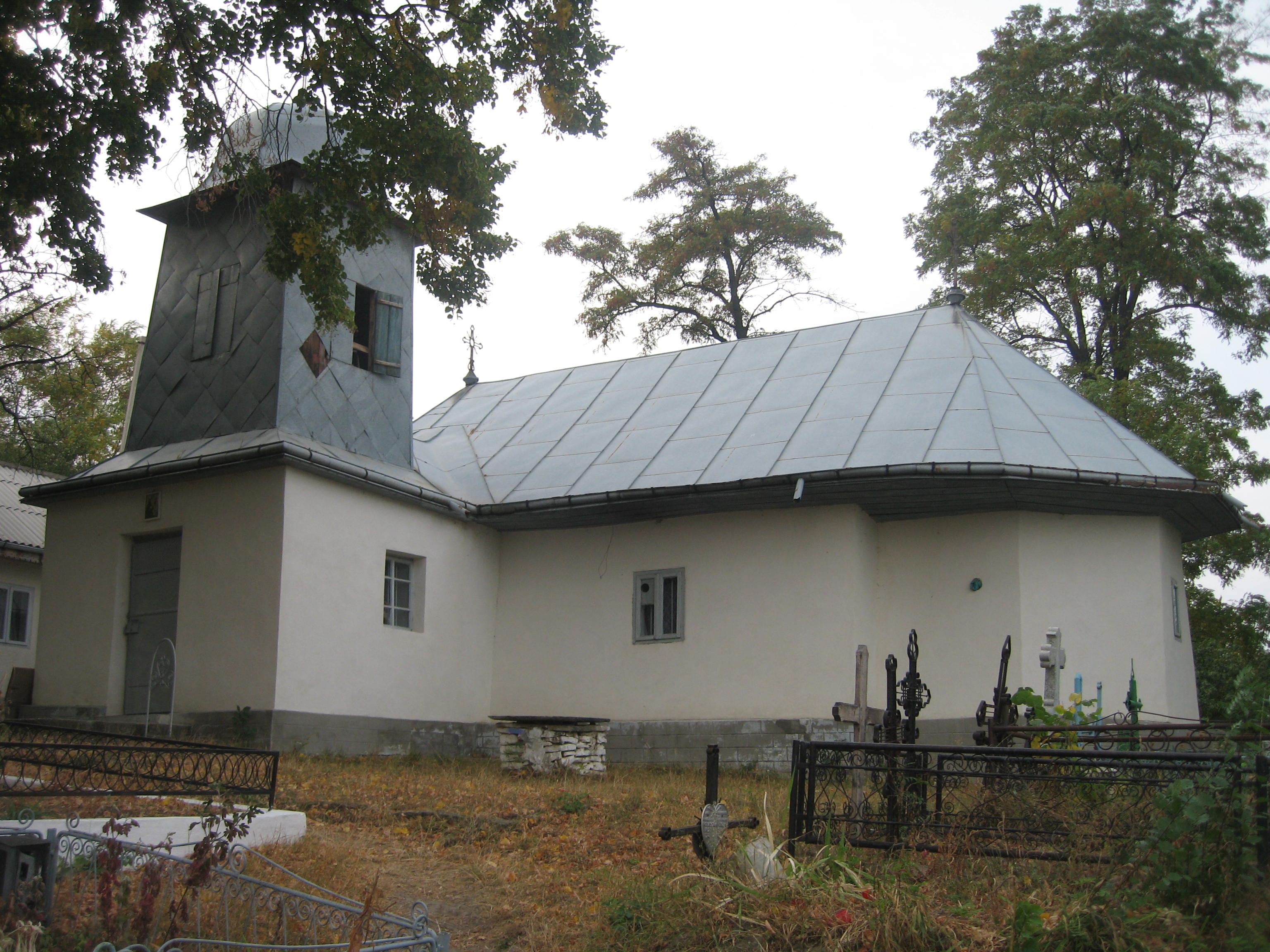
Biserica de lemn „Sfânta Treime”

- Biserica de lemn „Sfânta Treime” - monument istoric de arhitectură datând din anul 1808; se află în cimitirul satului